# Manifestations contre Emmanuel Macron
Les manifestations contre Emmanuel Macron sont une série de manifestations menées depuis qu'Emmanuel Macron a été élu président de la République française le 7 mai 2017,, notamment en opposition aux visites d'État de certains dirigeants mondiaux,, ses positions sur la réforme du droit du travail français,,, ainsi que divers commentaires ou propositions politiques qu'il a formulés depuis son entrée en fonction,. Les critiques envers le chef de l'État portent sur sa dérive autoritaire, sa méfiance envers les corps constitués dont l'Assemblée Nationale et les syndicats, son néolibéralisme et son mépris. Selon les chiffres communiqués par le Préfet de Police de Paris Laurent Nunez, le mouvement des Gilets Jaunes entre novembre 2018 et mars 2019 a blessé à lui seul 1 500 policiers et composantes des forces de l'ordre, 2 200 manifestants et occasionné le tir de plus de 13 000 tirs de lanceurs de balle de défense (LBD).
Selon Amnesty International, les autorités françaises ont profité de l'état d'urgence (qui a duré des attentats de novembre 2015 à Paris jusqu'en novembre 2017) pour utiliser des pouvoirs d'urgence pour réprimer les manifestations. Ils « ont imposé 639 mesures pour empêcher des individus spécifiques d'assister à des rassemblements publics. Parmi ceux-ci, 574 visaient ceux qui manifestaient contre les réformes proposées du droit du travail ». La répression des manifestations depuis 2017 a fait l'objet de critiques au niveau international, le Conseil de l'Europe ayant critiqué les autorités françaises pour employer un « usage excessif de la force » lors des manifestations contre la réforme des retraites.

## Contexte post-électoral
À la suite de l'élection d'Emmanuel Macron face à la candidate du Front National Marine Le Pen le 8 mai 2017, des manifestations contre le président élu éclatent à Paris le soir même réunissant entre 7 000 et 10 000 personnes à l'appel du collectif Front Social au slogan d'« En Marx », pastichant le nom du parti présidentiel En Marche. La manifestation du 8 mai a été soutenue par les syndicats CGT et SUD. Déjà, lors de l'entre-deux-tours, des manifestations contre les deux candidats avaient eu lieu à Rennes, Nantes, Lyon et Paris et avaient réuni près de 3 000 personnes. Les lycéens s'étaient mobilisés contre les deux candidats, bloquant leurs établissements comme le lycée Dorian (IXe arrondissement), le lycée Voltaire (XIe arrondissement) et le lycée Buffon (XVe arrondissement) de la capitale. À Lyon, un rassemblement anticapitaliste sur la Place des Terreaux rassemble 300 personnes. Des mouvements de protestations similaires ont également eu lieu à Toulouse, Dijon et Clermont-Ferrand au slogan « ni banquier, ni facho ». Près de 150 manifestants ont été arrêtés après des informations faisant état de tirs de missiles sur la police et de vandalisme généralisé.
Emmanuel Macron annonce durant le printemps 2017 son intention de légiférer par ordonnances pour libéraliser les conditions de travail et réformer le Code du Travail. La Constitution de la Ve République permet effectivement au Gouvernement de recourir aux ordonnances conformément à l'article 38 ce qui oblige le Parlement à se prononcer pour ou contre le loi sans débat. Cette procédure suscite néanmoins l'opposition farouche des syndicats. Pour Jean-Claude Mailly, Secrétaire de Force Ouvrière, « S'il persiste dans l'idée de faire des ordonnances au mois de juillet, ça veut dire qu'il va balayer le dialogue social et la concertation. » La visite d'État du président américain Donald Trump en France lors du 14 juillet s'est heurtée à des manifestations, des manifestants se sont rassemblés autour de la place de la République pour créer une « zone sans Trump ». Les manifestants protestaient contre la visite du président Trump ainsi que contre la politique jugée antisociale d'Emmanuel Macron ; les rangs des manifestants étant composés de socialistes, de groupes pro-palestiniens, de militants des droits des migrants, d'écologistes et d'antifascistes. Malgré les manifestations massives, 59 % des Français approuvent la visite du président américain. Ce climat de tension sociale préfigure les mouvements de protestations ultérieures contre la présidence néolibérale et autoritaire d'Emmanuel Macron.

## Allégations de mépris
Les prises de position et certaines de ses interventions ont valu à Emmanuel Macron l'image d'un président hautain, dédaigneux et méprisant menant une « guerre de classes »,,. Pour la philosophe Myriam Revault d'Allonnes de l'École Pratique des Hautes Études et intervenante au Centre de recherches politiques de Science Po Paris,  la distance mise par Emmanuel Macron et la classe populaire est révélatrice d'une vision du monde reposant sur l'élitisme (lorsqu'il évoque notamment les « premiers de cordée »), la croyance absolue en la responsabilisation et sur l'existence naturelle des inégalités : 
« Si le macronisme est insaisissable du point de vue des catégories politiques traditionnelles, il est moins insaisissable si on le rapporte à cette espèce de vision du monde qui est rattachée à la flexibilité, la mobilité, pas seulement dans le domaine économique mais dans les parcours de vie. »

### «Macronades»
Une série d'interventions d'Emmanuel Macron ont nourri cette image d'un président méprisant (série de phrases qualifiées de « macronades ») :
- Lors d'un échange avec des militants CGT, mai 2016 : « Vous n’allez pas me faire peur avec votre tee-shirt. La meilleure façon de se payer un costard, c’est de travailler. »
- Lors d'une visite dans un centre de sauvetage en Bretagne, à propos de migrants comoriens réfugiés à Mayotte, juin 2017 : « Le kwassa-kwassa pêche peu, il amène du Comorien, c’est différent. »
- Lors d'un échange avec des entrepreneurs à la Station F à Paris, juin 2017 : « Une  gare, c’est un lieu où on  croise les  gens qui réussissent et les  gens qui ne sont rien. »
- Lors d'un déplacement à Bucarest, août 2017 : « La France n’est pas un pays réformable. Beaucoup ont essayé et n’y ont pas réussi, car les Français détestent les réformes. »
- Lors d'un discours devant la communauté française à Athènes, août 2017 : « Je ne céderai rien, ni aux fainéants, ni aux cyniques, ni aux extrêmes. »
- Lors d'un échange à la Maison de l'Amérique Latine à Paris, réagissant à l'affaire Benalla, juillet 2018 : « Qu’ils viennent me chercher. »
- À propos des politiques de redistribution en France dans le cadre d'une conversation en off, juin 2018 : « Ceux qui naissent pauvres restent pauvres. Il faut responsabiliser les pauvres pour qu’ils sortent de la pauvreté ».
- Lors d'une visite d'État au Danemark, août 2018 : « Des Gaulois réfractaires au changement. » Face au tollé, le chef de l'État a estimé qu' « il faut prendre un peu de distance avec la polémique et les réseaux sociaux » et plaidé pour un « trait d'humour »[24].
- Lors des journées du patrimoine à l'Élysée, à un horticulteur au chômage, septembre 2018 : « Je traverse la rue et je vous en trouve (du travail). »
- À propos de la couverture médiatique du mouvement des Gilets Jaunes en janvier 2019 : « Jojo avec un gilet jaune a le même statut qu’un ministre ou un député. »
- Lors d'un échange à l'université Paris-Saclay, à propos des critiques sur sa gestion de la pandémie de Covid-19 : « Nous sommes devenus une nation de 66 millions de procureurs. »
- Dans un entretien au Parisien à propos du pass sanitaire, en janvier 2022 : « Les non-vaccinés, j’ai très envie de les emmerder. Et on va continuer à le faire jusqu’au bout. »
- En déplacement dans l'Isère, à propos des révélations faites par la presse quant à son clientélisme avec l'entreprise Uber, juillet 2022 : « Comme le dirait un de mes prédécesseurs, ça m’en touche une sans faire bouger l’autre. »[25]
- Lors des vœux présidentiels pour la nouvelle année, le 31 décembre 2022 : « Qui aurait pu prédire la crise climatique aux effets spectaculaires encore cet été dans notre pays ? »
- Au début du mouvement de protestations contre la réforme des retraites, février 2023 : « Ce sont toujours les mêmes, à quelques dizaines de milliers près, qui manifestent. »
- À propos des manifestations contre la réforme des retraites, mars 2023 : « La foule n’a pas de légitimité face au peuple, qui s’exprime souverain à travers ses élus. Les meutes ne l’emportent pas sur les représentants du peuple. (…) On ne peut accepter ni les factieux ni les factions. »
- Lors d'un déplacement en Alsace, toujours à propos des manifestations : « Je ne crois pas qu’ils cherchent à parler, ils cherchent à faire du bruit. »

### «Jojo» le Français moyen
La figure de « Jojo  » comme archétype du Français moyen est régulièrement convoquée par le président de la République. Dans sa rhétorique s'esquisse le portrait du Français « lambda  » issu de la classe moyenne et vivant dans la France périurbaine. Le discours présidentiel opposera ce « Jojo » à l'élite politique au moment du mouvement des Gilets Jaunes lorsque Emmanuel Macron se plaint de l'omniprésence dans les médias de leurs revendications au détriment de la parole gouvernementale. Il ironise sur le fait qu'un Français lambda ait donc « le même statut qu'un ministre », non sans provoquer un tollé général et même la répprobation publique de l'Académie française. L'académicienne Danièle Sallenave, dans son essai Jojo le Gilet Jaune paru dans la foulée, rattache ce genre de propos au mépris traditionnel des élites bourgeoises françaises face aux mouvements populaires de protestation contre l'ordre établi,. Par la suite, il renvoie dos à dos ce qu'il présente comme le bon sens du Français lambda qui est discipliné et veut travailler dur et la représentation nationale : « Si être 'gilet jaune', c'est vouloir moins de parlementaires et que le travail paie mieux, moi aussi je suis 'gilet jaune' ! », Il reprend là un discours antiparlementaire et populiste, en reprenant à son compte la dialectique du bon et du mauvais pauvre et se positionnant en faveur d'une république césarienne sans corps intermédiaire perçu comme perturbateur.

## Manifestations

### 2017

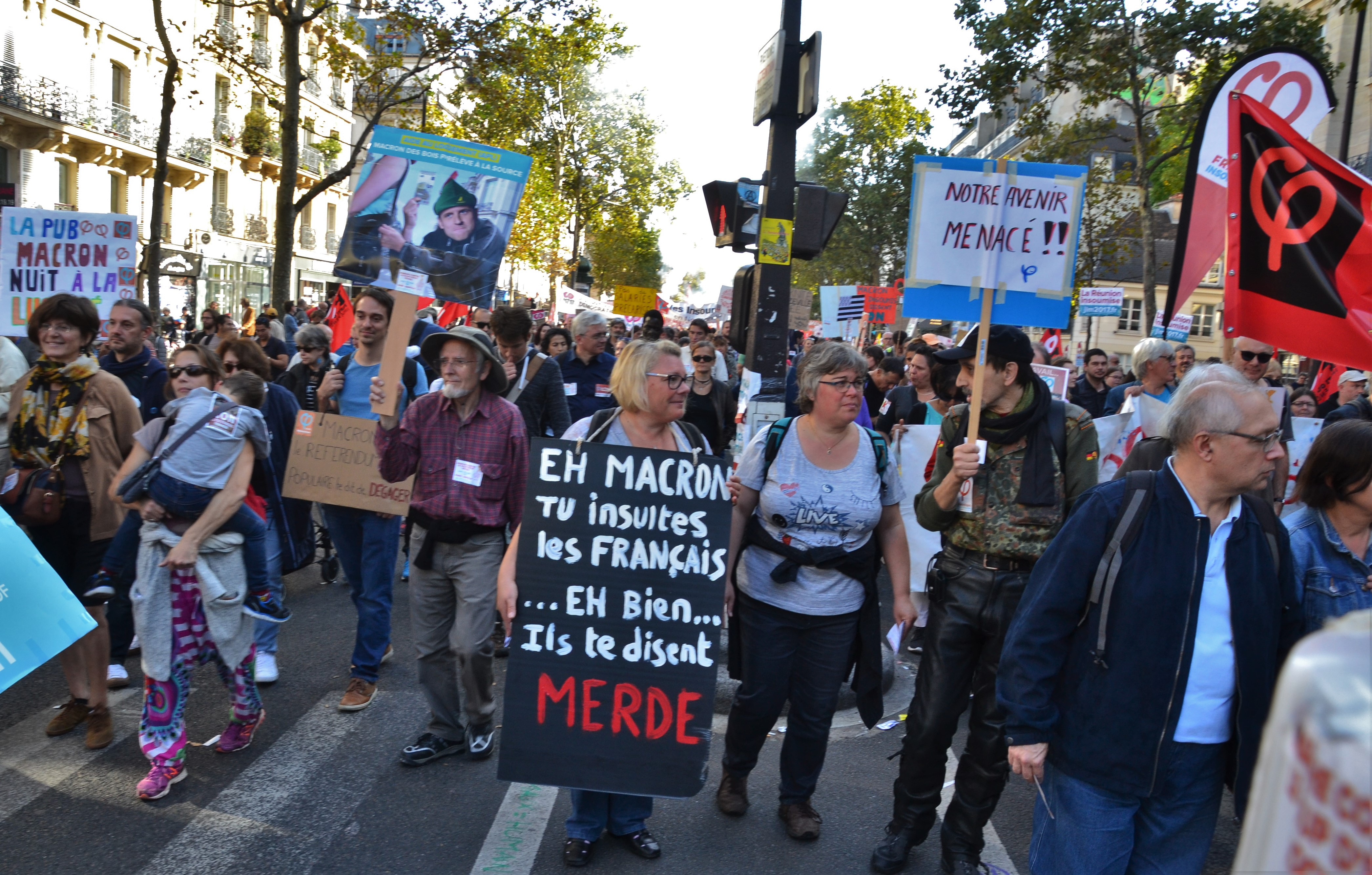
Manifestation contre Macron à Paris le 23 septembre 2017

Après l'investiture de Macron le 15 mai 2017, de nombreux avertissements des syndicats ont été lancés sur la perspective d'une grande manifestation organisée,. Le syndicat CGT a tenté à plusieurs reprises d'organiser une manifestation de grande envergure contre Macron, dont une le 12 septembre 2017. Emmanuel Macron a activement tenté d'empêcher cela en ouvrant des négociations sur la réforme du Code du travail avec les syndicats. L'accueil des syndicats a été mitigé avec le chef du syndicat FO soutenant les négociations, la CFDT décidant de rester neutre, ne participant pas aux manifestations du 12 septembre et la CGT dénonçant les négociations aux côtés de son allié SUD. Jean-Luc Mélenchon de La France Insoumise s'est exprimé en faveur de la manifestation du 12 septembre en encourageant les membres à y assister. Ce dernier a lui-même organisé une manifestation le 12 juillet 2017,.
Les ordonnances libéralisant le Code du Travail sont signées le 22 septembre par le président devant les caméras au Palais de l'Élysée en présence de la ministre du Travail Muriel Pénicaud et le Porte-Parole du Gouvernement Christophe Castaner. Le 12 septembre, une manifestation avait réuni Place de la Bastille 60 000 personnes à l'appel de la CGT contre la réforme au cri de « Macron est aux Antilles, qu'il y reste ! »
À la suite de l'annonce par le Premier ministre Édouard Philippe des projets de réforme de l'immigration, une petite manifestation a été menée par un groupe de militants LGBT à Paris brandissant une pancarte indiquant "Macron affame les migrants, pédés sans frontières".
Une série de manifestations de producteurs de vin du sud de la France se poursuit depuis la présidence de François Hollande. Ces manifestations impliquent généralement des incendies criminels, des sabotages et des voies de fait. Ces manifestations sont causées par l'importation de vin plutôt que de l'acheter aux producteurs français et la perte de la culture. Ces manifestations ont entraîné une baisse de 25 % des ventes des producteurs de vin espagnols. Les transporteurs espagnols transportant du vin sont généralement la cible de ces attaques,.
Des manifestants pro-palestiniens ont commencé à manifester contre Macron offrant au Premier ministre israélien Netanyahu une place à la cérémonie de l'Holocauste à Paris. Le Parti communiste français s'est également opposé à la visite de Netanyahu. Les organisateurs de la manifestation étaient inconnus mais Le Muslim Post, une émission de radio religieuse, a promu la manifestation, encourageant les auditeurs à y assister.

### 23 mars 2018
200 000 personnes se sont rassemblées contre Macron dans tout le pays.

### 17 novembre 2018
Début du mouvement des Gilets jaunes (nuance politique) en France.

### 10 septembre 2025
Des manifestations auront lieues notamment le 10 septembre contre le plan d'austérité présenté par François Bayrou en été 2025.